# Fairouz Recham
 (août 2023).
Œuvres principales
Honorée par ton départ
Fairouz Recham est une professeure, romancière et académicienne algérienne.

## Biographie
Fairouz Recham (en arabe فيروز رشام) est une professeure à la faculté de lettres et de langues de l’université de Bouira en Algérie. 
Connue pour ses articles et sa présence dans les séminaires et congrès internationaux, Fairouz Recham est l’une des intellectuelles algériennes les plus engagées en faveur de la cause des femmes,,. 
Elle est l’auteure d’un roman audacieux intitulé Honorée par ton départ (en arabe : Tacharaftou Birahilik) qui a eu un écho favorable auprès des critiques,.

### Honorée par ton départ
Honorée par ton départ, premier roman de l’écrivaine Fairouz Recham, édité en arabe par Dar Fadaat à Amman (Jordanie) en 2017 sous le titre Tacharaftou Birahilik, il traite à travers le personnage de Fatma Zohra des mutations de la société algérienne sur fond de terreur dans les années 1990, « La Décennie noire »,,,,. 
Fairouz Recham a posé un regard sur la radicalisation religieuse et ses conséquences désastreuses sur la société et particulièrement sur la condition féminine,,.

## Œuvres
- L’Histoire non-écrite des femmes. Étude sur l’écriture et le genre dans la culture arabe, essai, 2021[13].
- Honorée par ton départ, roman, 2017.
- Poétique des genres littéraires dans la littérature arabe. Le cas de Nizar Kabbani, essai, 2016.